# Sophie Kinsella
Sophie Kinsella właściwie Madeleine Sophie Wickham z domu Townley (ur. 12 grudnia 1969 w Londynie) – brytyjska pisarka głównie literatury chick lit. Sprzedała ponad 40 milionów kopii swoich książek w ponad 60 krajach i została przetłumaczona na ponad 40 języków.

Angielska okładka książki Świat marzeń zakupoholiczki

## Wczesne życie
Madeleine Sophie Townley urodziła się jako najstarsza Davida R. i Patricii B. (z domu Kinsella) Townley. Jej dwie młodsze siostry, Gemma i Abigail, także są pisarkami. Kształciła się w Putney High School, St Mary's School w Shaftesbury i Sherborne School for Girls. Studiowała na New College w Oksfordzie, gdzie początkowo wybrała muzykę, ale po roku zamieniła ją na interdyscyplinarny kierunek studiów łączący politykę, filozofię i ekonomię. Początkowo pracowała jako dziennikarz zajmujący się finansami w „Pensions World”.  

## Kariera
W wieku 24 lat wydała swoją pierwszą powieść The Tennis Party, pod prawdziwym nazwiskiem Madeleine Wickham. Książka została okrzyknięta sukcesem zarówno przez krytyków, jak i opinię publiczną, trafiając do pierwszej dziesiątki bestsellerów. Otrzymała za nią nagrodę literacką Betty Trask Award, przyznaną za debiut literacki w 1995 roku. Następnie opublikowała sześć kolejnych powieści jako Madeleine Wickham:  Desirable Residence, Swimming Pool Sunday, The Gatecrasher, The Wedding Girl, Cocktails for Three i Sleeping Arrangements.
W 2000 roku wydała Świat marzeń zakupoholiczki jako Sophie Kinsella. Książka od razu znalazła się na listach bestsellerów, a jej bohaterka, Becky Bloomwood, zyskała sympatię czytelniczek na całym świecie. Autorka wydała w tej serii kolejnych 6 powieści. Opowieść o zakupoholiczce doczekała się także hollywoodzkiej ekranizacji Wyznania zakupoholiczki. W główne role wcieli się Isla Fisher i Hugh Dancy.
Pod pseudonimem Sophie Kinsella napisała także inne bestsellerowe powieści, m.in.: Nie powiesz nikomu, Pani mecenas ucieka, Mam twój telefon i Noc poślubna. Wszystkie ukazały się w Polsce nakładem Wydawnictwa Sonia Draga.  
W 2014 roku opublikowała powieść dla młodzieży Finding Audrey, o nastoletniej dziewczynie i jej szalonej rodzinie, a w styczniu 2018 roku wydała pierwszą ilustrowaną książkę dla młodych czytelników w serii Mummy Fairy and Me, o przygodach duetu wróżek matka i córki.

## Życie prywatne
Sophie mieszka w Londynie ze swoim mężem Henrym Wickhamem, którego poznała w Oksfordzie. Henry jest muzykiem i na początku lat 90. występowali czasem razem na scenie. Pobrali się w 1991 roku. Mają czterech synów i córkę.

## Wybrane dzieła

### Jako Sophie Kinsella

#### Seria Zakupoholiczka
- Świat marzeń zakupoholiczki, 2000
- Zakupoholiczka za granicą, 2001
- Zakupoholiczka wychodzi za mąż, 2001
- Shopaholic on Honeymoon (ebook short story), 2014
- Zakupoholiczka i siostra, 2004
- Shopaholic & Baby, 2007
- Mini Shopaholic, 2010
- Shopaholic to the Stars, 2014
- Shopaholic to the Rescue, 2015
- Christmas Shopaholic, 2019

#### Powieści
- Nie powiesz nikomu?, 2003
- Pani mecenas ucieka, 2006
- Remember Me?, 2008
- Twenties Girl, 2009
- Mam twój telefon, 2011
- Noc poślubna, 2013
- Finding Audrey, 2015
- My Not So Perfect Life, 2017
- Surprise Me, 2018
- I Owe You One, 2019

### Jako Madeleine Wickham
- The Tennis Party, 1995
- A Desirable Residence, 1996
- Swimming Pool Sunday, 1997
- The Gatecrasher, 1998
- The Wedding Girl, 1999
- Cocktails for Three, 2000
- Sleeping Arrangements, 2001